# Begraafplaats van Englebelmer
De Begraafplaats van Englebelmer is een gemeentelijke begraafplaats in de Franse gemeente Englebelmer (departement Somme). De begraafplaats ligt aan een zijweg van de Chemin de Forceville, 450 m ten zuidwesten van het dorpscentrum (Église Saint-Martin). Ze heeft een nagenoeg rechthoekig grondplan en wordt omsloten door een haag. De toegang bestaat uit een tweedelig metalen hek tussen bakstenen zuilen. Aan het eind van het centrale pad staat een crucifix. Vooraan op de begraafplaats liggen 51 Britse gesneuvelde militairen uit de Eerste Wereldoorlog. 

## Britse oorlogsgraven

### Englebelmer Communal Cemetery
In het dorp, dat gedurende de hele oorlog in geallieerde handen was, lag er een veldhospitaal (Field Ambulance) gestationeerd. Tot de herfst van 1916, en opnieuw in de zomer van 1918, werd het dorp af en toe blootgesteld aan vijandelijke beschietingen. De gemeentelijke begraafplaats werd van juni tot september 1916 en opnieuw in april en mei 1918 gebruikt voor het begraven van Britse gesneuvelden.
Er liggen 50 Britten en 1 Nieuw-Zeelander begraven waaronder William Herbert Parrett, korporaal bij de Royal Garrison Artillery, die tweemaal werd onderscheiden met de Military Medal (MM and Bar).  

### Englebelmer Communal Cemetery Extension
Aan de noordwestelijke hoek van de gemeentelijke begraafplaats werd een uitbreiding (extension) aangelegd met Britse gesneuvelden uit de Eerste Wereldoorlog. Deze extensie werd ontworpen door Wilfred Von Berg en heeft een rechthoekig grondplan met een oppervlakte van 714 m². Ze wordt aan drie zijden omsloten door een bakstenen muur, afgedekt met witte dekstenen. Een haag vormt de gemeenschappelijke grens met de gemeentelijke begraafplaats van waaruit men de uitbreiding kan bereiken. Het Cross of Sacrifice staat bij de zuidoostelijk muur. De begraafplaats wordt onderhouden door de Commonwealth War Graves Commission. 
J.W. Vamplew, matroos bij de Royal Naval Volunteer Reserve werd onderscheiden met de Military Medal ((MM).
Englebelmer was gedurende de hele oorlog in geallieerde handen. Door de relatief veilige ligging was er een veldhospitaal ingericht. Toch waren er tot de herfst van 1916 en opnieuw in de zomer van 1918 enkele incidentele vijandelijke beschietingen. In oktober 1916 werden de eerste slachtoffers hier begraven, daarna gestopt in maart 1917 en opnieuw gebruikt in 1918. Na de wapenstilstand werden gesneuvelden vanuit de slagvelden ten noorden en oosten van het dorp naar hier overgebracht. Vanuit Beaussart Communal Cemetery Extension werden nog 27 slachtoffers overgebracht. 
Er worden nu 151 slachtoffers herdacht waaronder 1 niet geïdentificeerde. Twee Britten worden herdacht met een Special Memorial omdat zij oorspronkelijk in Beaussart (Mailly-Maillet) waren begraven maar wier graven door oorlogsgeweld werden vernietigd en niet meer konden worden gevonden. Onder de geïdentificeerde doden zijn er 121 Britten en 27 Nieuw-Zeelanders. In 1923 werden vijf Duitse graven verwijderd.